# Vickers
Vickers fou una empresa d'enginyeria britànica que fabricava material militar, des d'armes i munició fins a vaixells, tancs, dirigibles i avions. Fou fundada el 1828 per Edward Vickers amb el nom de Naylor Vickers & Co. i, al llarg de la seva història, passà per múltiples reorganitzacions, canvis de nom i canvis de propietaris. L'empresa desaparegué el 1999, mentre que el nom perdurà com a filial d'altres empreses fins al 2004.